# Riku Yamada
Riku Yamada (山田 陸 Yamada Riku?, Kiyose, Tokio, 15 de abril de 1998) es un futbolista japonés que juega como centrocampista en el V-Varen Nagasaki.

## Trayectoria

### Clubes
| Club                           | País  | Año       |
| ------------------------------ | ----- | --------- |
| Omiya Ardija                   | Japón | 2017-2020 |
| Grulla Morioka (cedido)        | Japón | 2018      |
| A. C. Nagano Parceiro (cedido) | Japón | 2019      |
| Ventforet Kofu (cedido)        | Japón | 2020      |
| Ventforet Kofu                 | Japón | 2021-2022 |
| Nagoya Grampus                 | Japón | 2023      |
| V-Varen Nagasaki               | Japón | 2024-     |

## Palmarés

### Títulos nacionales
| Título             | Club           | País  | Año  |
| ------------------ | -------------- | ----- | ---- |
| Copa del Emperador | Ventforet Kofu | Japón | 2022 |